# Бляхер Леонід Якович
Леонід Якович Бляхер (нар. 16 жовтня 1900, Самара — 1987, Москва) — радянський ембріолог та історик науки, доктор біологічних наук, професор, член Міжнародної академії історії науки (з 1966), учень академіка М. М. Завадовского.
Похований у 7 колумбарії Донського кладовища.

## Твори
- Константин Николаевич Давыдов[ru]. Москва: Издательство Академии наук СССР (Научно-биографическая серия), 1963. — 243 с.
- Хромосомная теория наследственности // Наука XX века. Сер. II. Биология. — М.; Л., 1929. — С. 158—182.
- Курс общей биологии с зоологией и паразитологией. М., 1937.
- Курс общей биологии с зоологией и паразитологией. Для медицинских институтов. Издание 4, переработанное. Наркомздрав[ru] СССР, Гос. изд-во мед. лит-ры[ru], 1944. — 483 с.  Останнє видання, потім була сесія ВАСГНІЛ 1948 року.
- Бляхер Л. Я. История эмбриологии в России (с середины XVIII до середины XIX века). — М. : АН СССР, 1955. — 375 с.
- История эмбриологии в России. Т. 2. — М. : АН СССР, 1959.
- Научные связи А. О. Ковалевского и И. И. Мечникова с зарубежными эмбриологами // Труды ИИЕТ АН СССР[ru]. — 1959. — Т. 23. — С. 93—143.
- Этюды по истории морфологии (I) // Анналы биологии. — 1959. — Т. 1. — С. 155—264.
- Этюды по истории морфологии (II—IV) // Труды ИИЕТ АН СССР. — 1960. — Т. 32. — С. 3—27; 1961. — Т. 36. — С. 3—52; 1962. — Т. 40. — С. 18—156.
- Очерк истории морфологии животных. — М., 1962.
- А. Н. Северцов и неоламаркизм // Из истории биологии. — 1970. Вып. 2. С. 112—122.
- Проблема наследования приобретенных признаков. — М., 1971.
- Проблемы морфологии животных. — М., 1976.